# Bern
Bern (franciául Berne, olaszul Berna) Svájc de facto fővárosa, egyben Bern kanton székhelye.
2007 év végi adatok alapján lakosainak száma 128 925, amivel Svájc negyedik legnépesebb városa Zürich, Genf és Bázel után.

## Története
A város nevének eredete még nem tisztázott, de több elmélet is létezik, melyek közül több is legendákra alapul:
- A legismertebb legenda Konrad Justinger krónikája, mely szerint a városalapító Berchtold V. von Zähringen herceg úgy döntött, hogy az első elejtett állatról kell elnevezni a várost, ami a legenda szerint egy medve (németül Bär) lett.[3] A Bär és a Bern szavak kapcsolatának nincs nyelvészeti alapja.[2]
- A Lexikon der schweizerischen Gemeindenamen szerint a „legmeggyőzőbb elmélet” a következő: A város neve a kelta berna szóra vezethető vissza, ami feltehetően az Aare egy szakaszát jelenthette, majd a szót a galloromán nyelvű népesség tovább használta, s így az később átkerült a németbe.[2]

A várost Berthold V Zähringen herceg alapította 1191-ben az Aare folyó partján. Bern 1353-ban csatlakozott a Svájci Konföderációhoz és vezető szerepet játszott. Belháborúk során 1415-ben Aargau kanton, 1536-ban Vaud kanton csapatai foglalták el és dúlták fel. A későbbiekben az Alpok alatti legjelentősebb várossá fejlődött. Francia megszállás alá került 1798-ban. Svájc de facto fővárosává 1848-ban vált. Hivatalosan (de jure) nincs fővárosa Svájcnak.
A város a folyó által alkotott félszigettől nyugat felé terjeszkedett. A híres Zytglogge torony volt a város nyugati határa 1191-től 1256-ig, szerepét ekkor a Käfigturm nevű torony vette át 1345-ig, ezt követően pedig a Christoffelturm (a mai pályaudvar közelében) 1622-ig. A harmincéves háború alatt épült a kis és nagy Schanze (sánc).

## Földrajz

### Fekvése

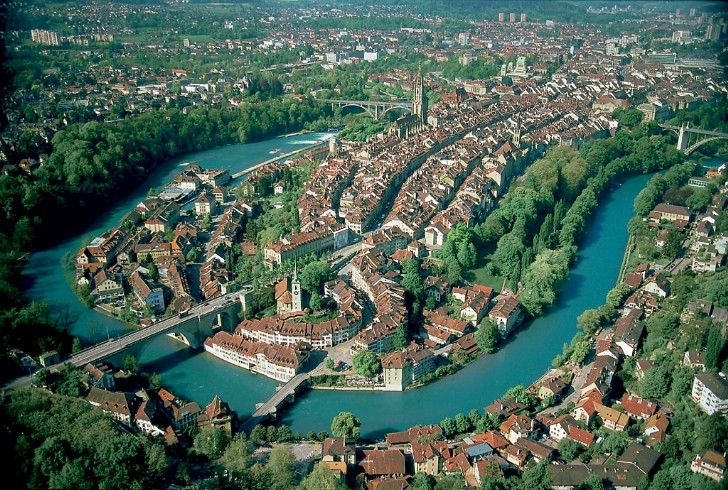
A belvárost az Aare folyó kanyarulata öleli körül

Bern mintegy Svájc közepén fekszik az Aare folyó partján. Koordinátái: északi szélesség 46° 57', a keleti hosszúság 7° 25'. Az óváros a folyó egyik hurokszerű kanyarulatában fekszik, innen terjed ki a város minden égtáj felé néhol egészen 12 kilométer távolságban is. Északról a Breitenrain, Wankdorf és Lorraine negyedek szegélyezik a központot, keleten a Schosshalde és délen Kirchenfeld. Ezeket a negyedeket hidak kötik össze a városközponttal. A hidak nevei a következők: Lorrainebrücke, Kornhausbrücke, Nydeggbrücke, Kirchenfeldbrücke, Monbijoubrücke. Nyugatról Bümpliz és Bethlehem negyedek veszik körül a centrumot.
A táj a jégkorszakban alakult ki. A város közelében két hegy található: a Gurten (858 méter) és a Bantiger (947 méter).

### Éghajlata
| Hónap                         | Jan. | Feb. | Már. | Ápr. | Máj. | Jún. | Júl. | Aug. | Szep. | Okt. | Nov. | Dec. | Év   |
| ----------------------------- | ---- | ---- | ---- | ---- | ---- | ---- | ---- | ---- | ----- | ---- | ---- | ---- | ---- |
| Átlagos max. hőmérséklet (°C) | 2,2  | 4,6  | 8,5  | 12,6 | 17,2 | 20,6 | 23,5 | 22,7 | 19,4  | 13,7 | 7,1  | 3,0  | 13,0 |
| Átlaghőmérséklet (°C)         | −1,2 | 0,5  | 3,7  | 7,3  | 11,5 | 14,9 | 17,3 | 16,4 | 13,3  | 8,6  | 3,1  | −0,3 | 8,0  |
| Átlagos min. hőmérséklet (°C) | −3,7 | −2,4 | −0,1 | 3,0  | 6,9  | 10,1 | 12,1 | 11,7 | 9,0   | 5,3  | 0,5  | −2,6 | 4,2  |
| Átl. csapadékmennyiség (mm)   | 66   | 58   | 70   | 84   | 108  | 121  | 104  | 113  | 84    | 73   | 81   | 67   | 1029 |
| Havi napsütéses órák száma    | 57   | 86   | 127  | 150  | 174  | 198  | 233  | 209  | 172   | 119  | 65   | 49   | 1639 |
| Forrás: MeteoSchweiz          |      |      |      |      |      |      |      |      |       |      |      |      |      |

### Városrészek
| Városrész                             | Negyedek                                                                               | BFS kód       | Terület (hektár) | Lakosság (2004) |
| ------------------------------------- | -------------------------------------------------------------------------------------- | ------------- | ---------------- | --------------- |
| I. Városrész Innere Stadt (belváros)  | Schwarzes Quartier, Weisses Quartier, Grünes Quartier, Gelbes Quartier, Rotes Quartier | 351001–351005 | 85               | 3 811           |
| II. Városrész Länggasse-Felsenau      | Engeried, Felsenau, Neufeld, Länggasse, Stadtbach, Muesmatt                            | 351006–351011 | 1 131            | 17 789          |
| III. Városrész Mattenhof-Weissenbühl  | Holligen, Weissenstein, Mattenhof, Monbijou, Weissenbühl, Sandrain                     | 351012–351017 | 698              | 26 936          |
| IV. Városrész Kirchenfeld-Schosshalde | Kirchenfeld, Gryphenhübeli, Brunnadern, Murifeld, Schosshalde, Beundenfeld             | 351018–351023 | 847              | 23 385          |
| V. Városrész Breitenrain-Lorraine     | Altenberg, Spitalacker, Breitfeld, Breitenrain, Lorraine                               | 351024–351028 | 382              | 24 035          |
| VI. Városrész Bümpliz-Oberbottigen    | Bümpliz, Oberbottigen, Stöckacker, Bethlehem                                           | 351029–351032 | 2 018            | 31 396          |

|  |  |

## Közlekedés

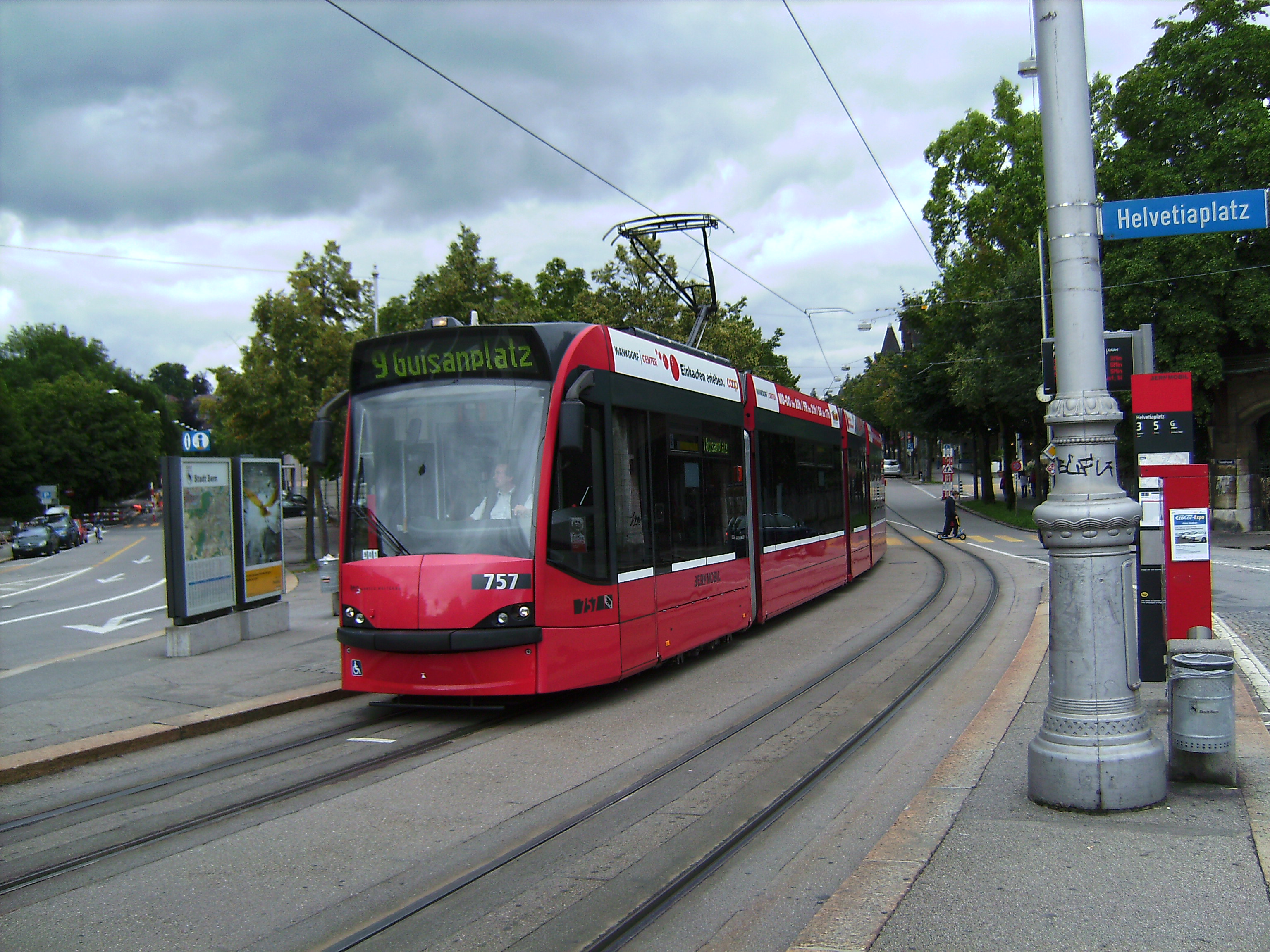
Villamos a Helvetiaplatz-nál

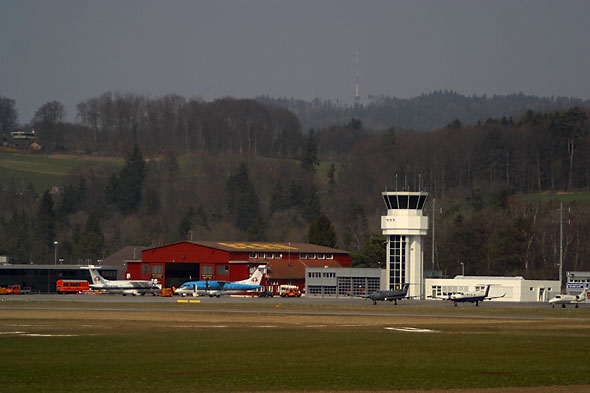
Bern-belp Repülőtér

### Városi tömegközlekedés
A városi közlekedést a Bernmobil, hivatalos nevén SVB (Städtische Verkehrsbetriebe Bern) bonyolítja. Számos troli- és autóbuszvonalat, valamint 3 villamosvonalat tart fenn. A távolabbi agglomerációba S-Bahn járataival lehet eljutni.

### Vasút
A Berni főpályaudvarról (Hauptbahnhof Bern) indulnak a svájci vasúttársaság (SBB) járatai Németországba, Franciaországba, Spanyolországba és Olaszországba valamint belföldre, például Zürich, Bázel, Luzern, Lausanne, Genf és Brig irányokba. A városi S-Bahn hálózat fő csomópontja is a főpályaudvar.

### Autó
Bern városát sűrű autópályahálózat (A1, A12, A6) köti össze a környező városokkal.

### Légiközlekedés
A várostól néhány kilométerrel délre Belp községben található a kis Bern-Belp (más nevén Belpmoos) nemzetközi repülőtér.

## Lakosság
2006 végi adat szerint a lakosság 127 882 fő, melynek 21,1%-a külföldi.
| Állampolgárság            | Lakos   |
| ------------------------- | ------- |
| Svájci (állandó lakos)    | 94 269  |
| Svájci (ideiglenes lakos) | 6 645   |
| Svájci összesen           | 100 914 |
| Olasz állampolgár         | 4 391   |
| Német állampolgár         | 4 768   |
| Exjugoszláv               | 4 484   |
| Spanyol állampolgár       | 2 176   |
| Külföldi összesen         | 26 968  |
| Lakosok összesen          | 127 882 |

Bern város népességének eloszlása állampolgárság szerint. (2006. év vége)

### Nyelvek
A hivatalos és írott nyelv a német, francia, olasz és a réto-román. A lakosság berni németet beszél, ami a svájci német egy nyelvjárása. A 20. század elején még erős nyelvi tagozódás mutatkozott a társadalmi rétegek között.

### Vallások
A város 47%-a evangélikus, 25%-a római katolikus, 3,8%-a muzulmán, 1,5%-a ortodox, 340 fő zsidó vallású. Bernben székel a római katolikus püspök, és a központban egy zsinagóga is található.

## Gazdaság
Bern az Espace Mittelland nevű gazdasági térség egyik központja. Ebbe a térségbe sorolják a Bern, Solothurn, Freiburg, Neuenburg, Jura, Waadt és Wallis kantonokat. Ez összesen kb. 2,5 millió lakost és közelítőleg 900 ezer munkahelyet foglal magába.
Bern környezetében a legjelentősebb ágazatok a következők:
- Energia

A Bernische Kraftwerke AG energetikai részvénytársaság egyedül tartja fenn a mühlbergi atomerőművet. Az erőmű német neve Kernkraftwerk Mühleberg.
- Egészségügy és gyógyszeripar

Az egyik leghangsúlyosabb ágazat Bernben. A legjelentősebb vállalatok ezen a telrületen az Inselspital, Berna Biotech, Galencia és a ZLB Behring AG.
- Pénzügyi szolgáltatások

Az 1826-ban alapított Schweizerische Mobiliar az egyik legrégebbi magánbiztosító Svájcban. Az első svájci kantoni bankot, a Berner Kantonalbankot 1834-ben alapították.
- Élelmiszerágazat

Bernből származik a Chocolat Tobler AG, amely 1970-ben fuzionált a Sucharddal és azóta a Kraft Foods része. Legismertebb terméküket a Toblerone-t ma Bern-Brünnenben gyártják. Berni vállalkozásként indult, majd 2004-ben Neueneggbe helyezte át a székhelyét a Wander AG, amely többek között a Ovomaltine gyártója.
- Média

Bernben található a DRS 4 News valamint a Swiss Satellite Radio rádióstúdió. A Bern-Freiburg-Wallis régió lapja a DRS 1. A regionális tévé neve TeleBärn. Bernben jelennek meg a Berner Zeitung és a Der Bund napilapok valamint a Berner Bär ingyenes hirdetési újság.
- Posta

A levél- és csomagszállítás mellett pénzügyi és szállítmányozási szolgáltatásokat is nyújtó Svájci Posta székhelye Bernben van.
- Telekommunikáció

Hagyományosan erős a telekommunikációs ágazat. A legismertebbek a Swisscom (a korábban állami telefonmonopólium) és az Ascom, amely telekommunikációs felszereléseket gyárt.
- Szállítmányozás

A Svájci Szövetségi Vasút (németül Schweizerische Bundesbahnen, röviden SBB) és a BLS AG székhelye egyaránt Bern.
- Közigazgatás

Bernben, a fővárosban található a város, a kanton és az ország közigazgatási intézményeinek jelentős része, így Bern az ország legnagyobb közigazgatási központja.

## Tudomány és oktatás

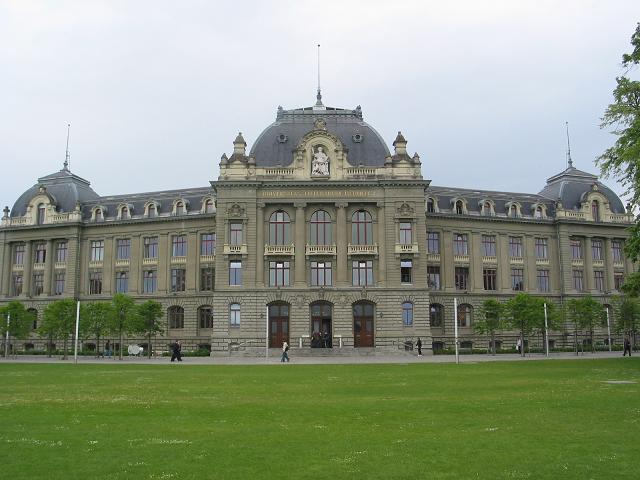
Az egyetem épülete

Bern egyetemi város és több más oktatási intézményel is rendelkezik. Az alábbi lista a nevezetesebbeket tartalmazza:
- Felsőoktatás
  - Az Universität Bern, magyarul Berni Egyetemhez tartozik az egyetemi klinika, az „Inselspital“.
  - A Pädagogische Hochschule Bern, röviden PH Bern egy pedagógusképző intézmény.
  - Berner Fachhochschule, magyarul Berni Szakfőiskola.
- Gimnáziumok

Gymnasium Kirchenfeld, Gymnasium Neufeld, Gymnasium Köniz-Lerbermatt, Gymnasium Hofwil, Freies Gymnasium, Pädagogisches Ausbildungszentrum NMS, Gymnasium Muristalden valamint a Feusi Bildungszentrum
- Zeneiskolák
  - Konservatorium Bern
  - Swiss Jazz School
- Szakiskolák
  - Gewerblich-Industrielle Berufsschule Bern
  - Schule für Gestaltung Bern und Biel
  - Wirtschafts- und Kaderschule (WKS) KV Bern
  - Berufsschule für Verwaltung Bern
  - BFF BERN, Berufs,- Fach- und Fortbildungsschule
  - Lehrwerkstätten Bern
  - Berufsschule für Pflege Am Altenberg
  - Hotel Handelsschulen
  - Wirtschaftsmittelschule (WMS) Bern
  - Berufsschule des Detailhandels Bern bsd
  - HVA Fachschulen Bern
  - Berufsschule für Dentalassistentinnen BSDA / VMA
  - BVS - Betriebswirtschafts- und Verwaltungsschule

## Nemzetközi szervezetek
- Az Egyetemes Postaegyesület (UPU) székhelye.

## Látnivalók

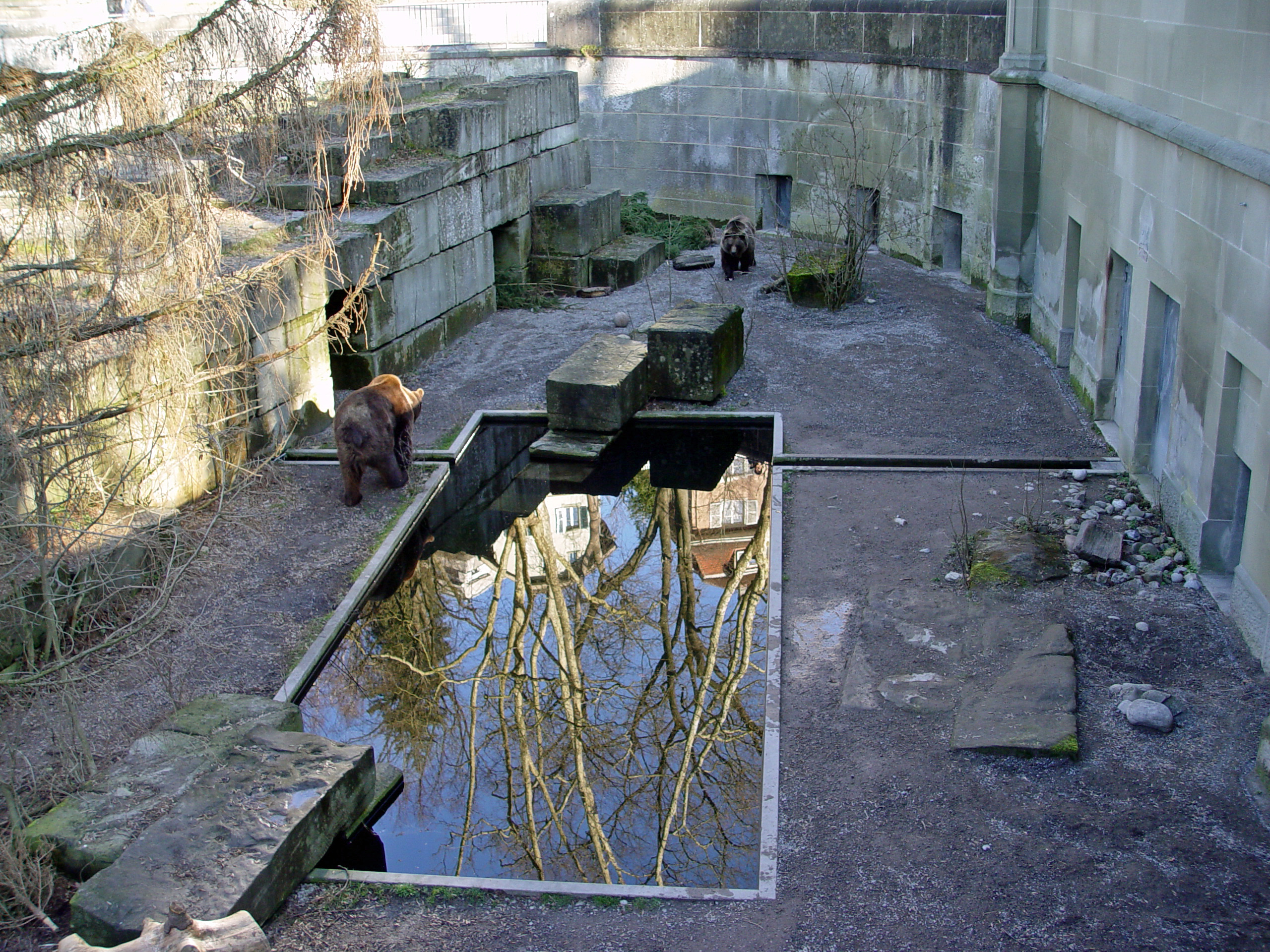
Medveverem (2007. március)

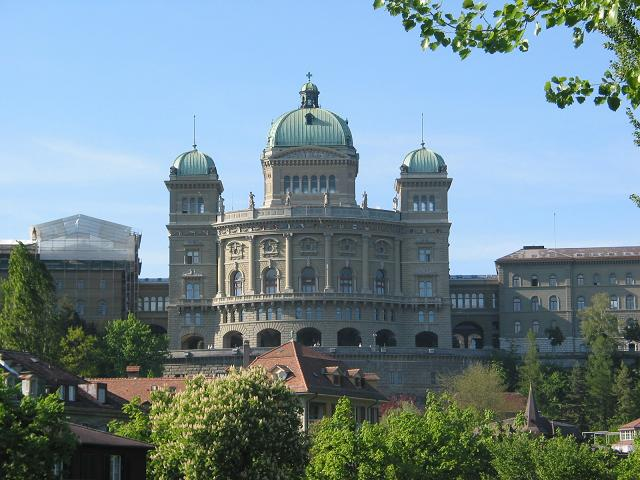
A svájci parlament Bernben

A városközpont az UNESCO világörökség része. Az óváros széles utcáin 16. századi motívumokkal díszített kutak találhatók. A csillagászati órával is felszerelt óratorony (svájci németben Zytglogge-Turm), amely 1191 és 1256 között a nyugati városkapu volt, szintén mesterműnek számít. Nevezetes továbbá a 15–16. századi gótikus Münster-székesegyház, valamint a 15. századi Városháza. Világszerte egyedülálló a 16. századi eredetű, a belváros szélén, a Nydegg híd hídfőjénél álló medveverem (Bärengraben), ahol élő barna medvéket tartanak. A barna medve a városnak és a kantonnak egyaránt címerállata. Híres az óvárossal szemben, a medveverem közelében elterülő Rózsakert (Rosengarten), amelyet 1913-ban alakítottak ki egy korábbi temető helyén. A Rózsakertből szabad kilátás nyílik a teljes berni óvárosra. A szövetségi parlament (Bundeshaus) a 19–20. század fordulóján épült, látogatható.
Van egy sor másik torony is, mint például a Käfigturm és a Holländerturm. A Käfigturm 1256 és 1344 között töltötte be a nyugati városkapu szerepét, a Holländerturm pedig 1256-tól a harmadik védőgyűrű részét képezte. A városkép része még a Regierungsgebäude, az Erlacherhof, a Béatrice-von-Wattenwyl-Haus, a Rathaus (városháza) és a Bundeshaus (parlament) is.
További látványosságok:
- Kornhaus, Kornhauskeller
- Kantonalbankgebäude (A kantoni bank épülete a Bundesplatz-on.)
- Berni Botanikus Kert (Botanischer Garten Bern)
- Fürdőhely az Aare folyón (Marzilibad)
- Dählhölzli Állatkert (Tierpark Dählhölzli)
- Untertorbrücke, Ländtetor
- Orangerie Elfenau
- Marzilibahn - a világ legrövidebb siklóvasútja
- Gurten - a város hegye, melyre siklóvasút vezet fel

### Vallási épületek

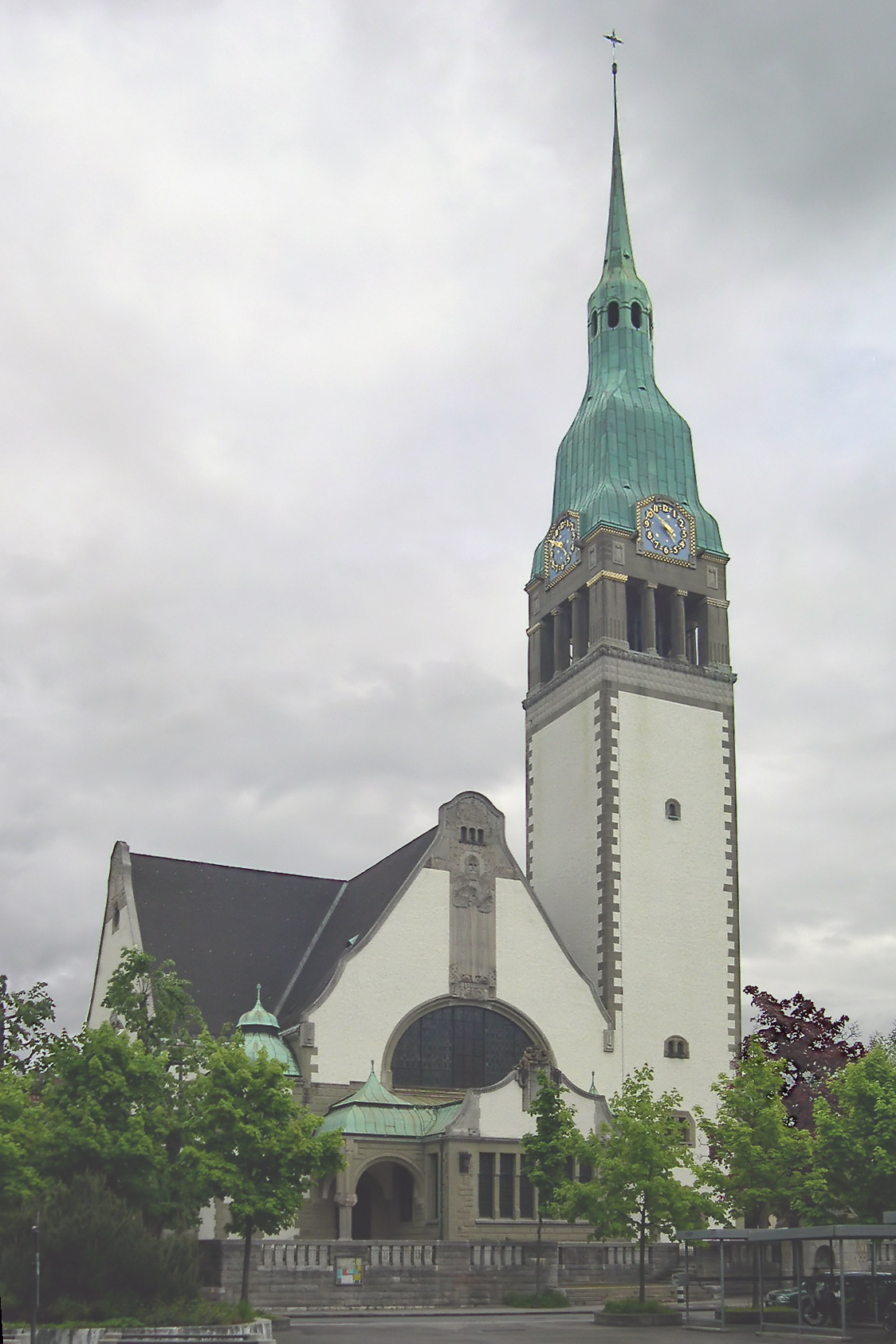
Pál-templom

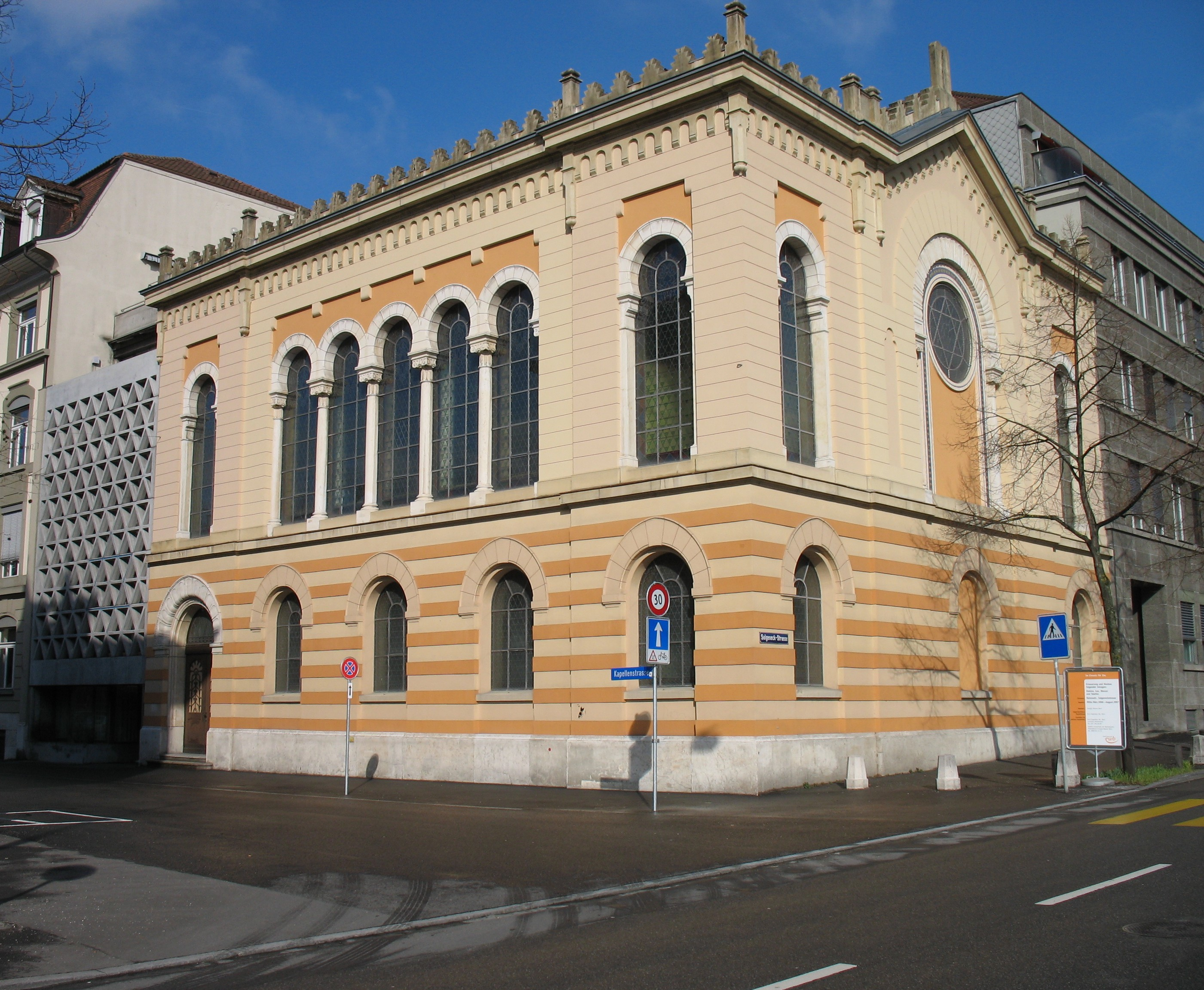
A zsinagóga

#### Református templomok
- János-templom
- Pál-templom
- Péter-templom
- Márk-templom
- Mátyás-templom
- Bümpliz-templom

#### Más felekezetű templomok
- Szent Péter és Pál keresztény
- Szent Orsolya-templom (anglikán)

#### Egyéb
- Zsinagóga

### Kastélyok
- Régi Bümplitz kastély
- Új Bümplitz kastély
- Holligen kastély
- Wittigkofen kastély

### Emlékművek
- Bubenberg-emlékmű
- Erlach-emlékmű
- Weltpost-emlékmű
- Welttelegrafen-emlékmű
- Zähringer-emlékmű

## Híres emberek
Bernben született:
- Albrecht von Haller tudós,
- Albert Bitzius költő,
- Ferdinand Hodler festő,
- Paul Klee festő.

Bernben hunyt el:
- Mihail Alekszandrovics Bakunyin orosz anarchista forradalmár.

A városban dolgozta ki a relativitás-elméletet a német születésű Albert Einstein, aki ekkor a szabadalmi hivatalban dolgozott Bernben.

## Kultúra

### Színházak
- Stadttheater Bern (Berni Városi Színház)
- Schlachthaus Theater Bern (Vágóhíd színház)
- Hochschule der Künste Bern (Főiskolai színház)
- Tojo Theater in der Reitschule (Tojo színház a lovasiskola épületében)
- Das Theater an der Effingerstrasse (Effinger Utcai Színház)
- Narrenpack Theater Bern (Berni Narrenpack Színház)

### Népi ünnepek
- Zibelemärit (Hagymavásár)

Minden év novemberének negyedik hétfőjén tartják a Hagymavásárt (svájci német: „Zibelemärit“), ahol hagyományosan elsősorban hagymát árusítanak. Az egész Svájcból, sőt külföldről már hajnalban megérkező látogatókkal, konfettivel és a felnőttek fejét apró, műanyag kalapácsokkal csapkodó gyerekekkel őrzi a Zibelemärit egy igazi népi ünnep hangulatát.
- Aareleuchten (Az Aare folyó kivilágítása)

Bernben 1996 óta minden év augusztus 1-jén (a svájci nemzeti ünnepen) kivilágítja az Aare folyót a Schweizer Hilfswerk (SWISSAID). A folyót világító hajókkal díszítik a hindu és buddhista fény- és víziünnepek mintájára. Ez az Aareleuchten-Fest.
- Sichlete

Minden szeptemberben rendezik Bernben Bundesplatz-on a „Sichlete“ ünnepet. Ez egy fajta szüreti hálaadási ünnep, amely közelebb hozza a városi népességet a vidékiekkel.
- Berner Fasnacht (berni farsang)

Az óvárosban 1982 óta rendezik meg minden tavasszal svájc harmadik legnagyobb farsangi ünnepségét.

### Fesztiválok
- Gurtenfestival

Évente egyszer, július közepén szabadtéri fesztivált rendeznek a Gurten hegyen, amely Bern közelében található. Látogatók tízezrei utaznak a Gurtenbahn-nal a Gurtenfestival-ra, ahol nemzetközi zenei sztárok lépnek fel. Ez Svájc egyik legnagyobb fesztiválja.
- BeJazz - Nyári és téli fesztivál.
- Berner Tanztage - Berni táncnapok.
- Buskers Bern - Utcai zenészek fesztiválja.
- Internationales Jazzfestival Bern - Nemzetközi Jazzfesztivál.
- Queersicht
- Taktlos-Festival („Ütemtelen fesztivál”)
- Zaffaraya-Festival
- Anyone-can-play-guitar Festival - Gitárfesztivál.
- shnit Kurzfilmfestival -Rövidfilmfesztivál.

### Múzeumok
- Kunsthalle (Műcsarnok)
- Történelmi múzeum
- Természeti múzeum
- Einsteinház
- Kommunikációs múzeum (postamúzeum)
- Művészeti múzeum
- Svájci alpesi múzeum
- Álommúzeum
- Paul Klee Központ
- Lövész múzeum

### Kulturális helyek
- Kultur-Casino Bern
- Berner Symphonie Orchester
- Marian's Jazzroom
- Mahogany Hall
- Dapmfzentrum (magyarul: Gőzcentrum)
- Reithalle (magyarul: Lovarda)
- BeJazz
- Bierhübeli
- Nemzetközi diákklub (Internationaler Studentenclub, ISC)
- Wasserwerk (ifjúsági centrum)
- Gaskessel (ifjúsági centrum)
- PROGR (Zentrum für Kulturproduktion)
- bee-flat

## Sport

### Labdarúgás
A BSC Young Boys klub a legmagasabb svájci osztályban játszik.
Az öreg Wankdorfstadionban volt a németek legnagyobb mérvű győzelme 1954. július 4-én. Ekkor Magyarországot győzték le 3:2-re. A váratlan német győzelmet berni csodaként is emlegetik. 2005-ben négy évnyi felújítási munkálat után többfunkciós épületként adták át. 32 000 néző befogadására alkalmas és a 2008-as EB nyolc helyszínének egyike volt.

### Jégkorong
Bern a svájci jégkorong mekkája. A városi klub (SC Bern) a legmagasabb svájci ligában játszik és már több bajnoki címet szerzett. Európaszerte ennek a klubnak a legnagyobb a nézőszáma a hazai pályán játszott mérkőzéseken. A PostFinance-Arena 16 000 álló- illetve ülőhellyel európa egyik legnagyobb jégstadionja. A stadiont átépítik és modernizálják a 2009-es jégkorong világbajnokságra.

### Curling
A berni curlingcsarnok neve Curlinghalle Bern-Allmend. Nemzetközi versenyeket is rendeznek.

## Testvértelepülés
- Salzburg, Ausztria – (2006)